# Адзельйо Вічіні
Адзельйо Вічіні (італ. Azeglio Vicini, * 20 березня 1933, Чезена — 30 січня 2018) — колишній італійський футболіст. По завершенні ігрової кар'єри — футбольний тренер.
Як гравець насамперед відомий виступами за клуб «Сампдорія», як тренер — як багаторічний головний тренер молодіжних і національної збірних команд Італії.

## Ігрова кар'єра
Вихованець футбольної школи клубу «Чезена».
У дорослому футболі дебютував 1953 року виступами за команду клубу «Ланероссі», в якій провів три сезони, взявши участь у 54 матчах чемпіонату.
Своєю грою за цю команду привернув увагу представників тренерського штабу клубу «Сампдорія», до складу якого приєднався 1956 року. Відіграв за генуезький клуб наступні сім сезонів своєї ігрової кар'єри. Більшість часу, проведеного у складі «Сампдорії», був основним гравцем команди.
Завершив професійну ігрову кар'єру у клубі «Брешія», за команду якого виступав протягом 1963—1966 років.

## Кар'єра тренера
Розпочав тренерську кар'єру невдовзі по завершенні кар'єри гравця, 1967 року, очоливши тренерський штаб клубу «Брешія».
1967 року очолив тренерський штаб молодіжної збірної Італії U-23, після реформування системи молодіжних збірних у 1976 році став головним тренером молодіжної збірної U-21. З 1986 — головний тренер національної збірної Італії. Перебував на чолі «скуадри адзури» протягом 6 років, привів команду до двох «бронз» на міжнародних футбольних турнірах — чемпіонаті Європи 1988 року та чемпіонаті світу 1990 року.
Залишивши національну команду, протягом 1992—1993 років тренував команду клубу «Чезена». Останнім місцем тренерської роботи був клуб «Удінезе», команду якого Адзельйо Вічіні очолював як головний тренер до 1994 року.

## Титули і досягнення
- Бронзовий призер чемпіонату світу: 1990